# Christian Olsson (politiker)
För andra betydelser, se Christian Olsson.
Christian Olsson (i riksdagen kallad Olsson i Rögle, senare Olsson i Viken), född 17 maj 1859 i Helsingborg, död 8 december 1932 i Asmundtorp, var en svensk godsägare och politiker (liberal). Bror till politikern John Olsson och son till politikern Petter Olsson och far till Hjalmar Olsson.
Christian Olsson blev filosofie licentiat vid Lunds universitet 1886 och var därefter kassör och senare disponent vid Rögle tegelbruk. År 1900 köpte han egendomen Alfahill i Asmundtorp, senare utvidgad med gårdarna Loarp och Örenäs, och han hade också uppdrag i olika järnvägs- och kvarnföretag i Helsingborgstrakten. Från 1916 till sin död var han verkställande direktör för Helsingborgs inteckningsgaranti AB.
Olsson var riksdagsledamot för Liberala samlingspartiet i andra kammaren 1900–1907 för Luggude domsagas norra valkrets. I riksdagen var han bland annat suppleant i lagutskottet 1903–1907. Han engagerade sig bland annat för reformer i strafflagen och för en demokratisering av första kammaren; hans motion år 1907 i den sistnämnda frågan blev bifallen av riksdagen sedan Daniel Persson i Tällberg väckt en liknande.